# Montvernier
Montvernier est une commune française située dans le département de la Savoie, en région Auvergne-Rhône-Alpes.

## Géographie
- Affleurement du socle alpin visible de plain-pied.

### Lieux-dits
- Chef-lieu ;
- le Noirey ;
- Montbrunal.

### Climat
Pour des articles plus généraux, voir Climat d'Auvergne-Rhône-Alpes et Climat de la Savoie.
En 2010, le climat de la commune est de type climat de montagne, selon une étude du Centre national de la recherche scientifique s'appuyant sur une série de données couvrant la période 1971-2000. En 2020, Météo-France publie une typologie des climats de la France métropolitaine dans laquelle la commune est exposée à un climat de montagne ou de marges de montagne et est dans la région climatique Alpes du nord, caractérisée par une pluviométrie annuelle de 1 200 à 1 500 mm, irrégulièrement répartie en été.
Pour la période 1971-2000, la température annuelle moyenne est de 9,1 °C, avec une amplitude thermique annuelle de 18,5 °C. Le cumul annuel moyen de précipitations est de 1 071 mm, avec 8,8 jours de précipitations en janvier et 8 jours en juillet. Pour la période 1991-2020, la température moyenne annuelle observée sur la station météorologique de Météo-France la plus proche, « Ste Marie Cuines », sur la commune de Sainte-Marie-de-Cuines à 4 km à vol d'oiseau, est de 11,9 °C et le cumul annuel moyen de précipitations est de 856,4 mm,. Pour l'avenir, les paramètres climatiques de la commune estimés pour 2050 selon différents scénarios d'émission de gaz à effet de serre sont consultables sur un site dédié publié par Météo-France en novembre 2022.

## Urbanisme

### Typologie
Au 1er janvier 2024, Montvernier est catégorisée commune rurale à habitat dispersé, selon la nouvelle grille communale de densité à sept niveaux définie par l'Insee en 2022.
Elle est située hors unité urbaine. Par ailleurs la commune fait partie de l'aire d'attraction de Saint-Jean-de-Maurienne, dont elle est une commune de la couronne,. Cette aire, qui regroupe 26 communes, est catégorisée dans les aires de moins de 50 000 habitants,.

### Occupation des sols
L'occupation des sols de la commune, telle qu'elle ressort de la base de données européenne d’occupation biophysique des sols Corine Land Cover (CLC), est marquée par l'importance des forêts et milieux semi-naturels (78,6 % en 2018), en diminution par rapport à 1990 (82,6 %). La répartition détaillée en 2018 est la suivante : 
forêts (67,5 %), zones agricoles hétérogènes (21,4 %), milieux à végétation arbustive et/ou herbacée (11,1 %).
L'IGN met par ailleurs à disposition un outil en ligne permettant de comparer l’évolution dans le temps de l’occupation des sols de la commune (ou de territoires à des échelles différentes). Plusieurs époques sont accessibles sous forme de cartes ou photos aériennes : la carte de Cassini (XVIIIe siècle), la carte d'état-major (1820-1866) et la période actuelle (1950 à aujourd'hui).

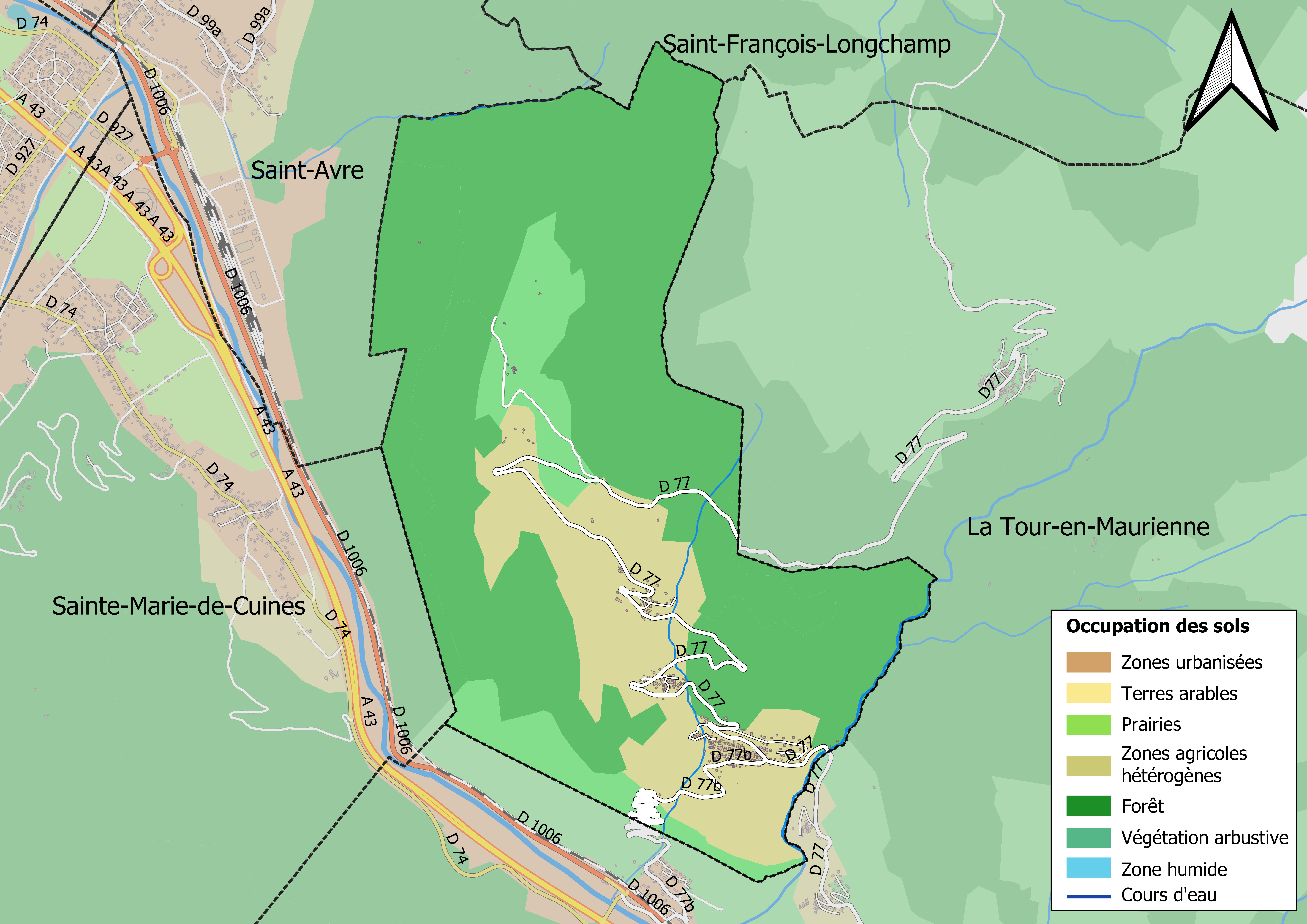
Carte des infrastructures et de l'occupation des sols en 2018 (CLC) de la commune.
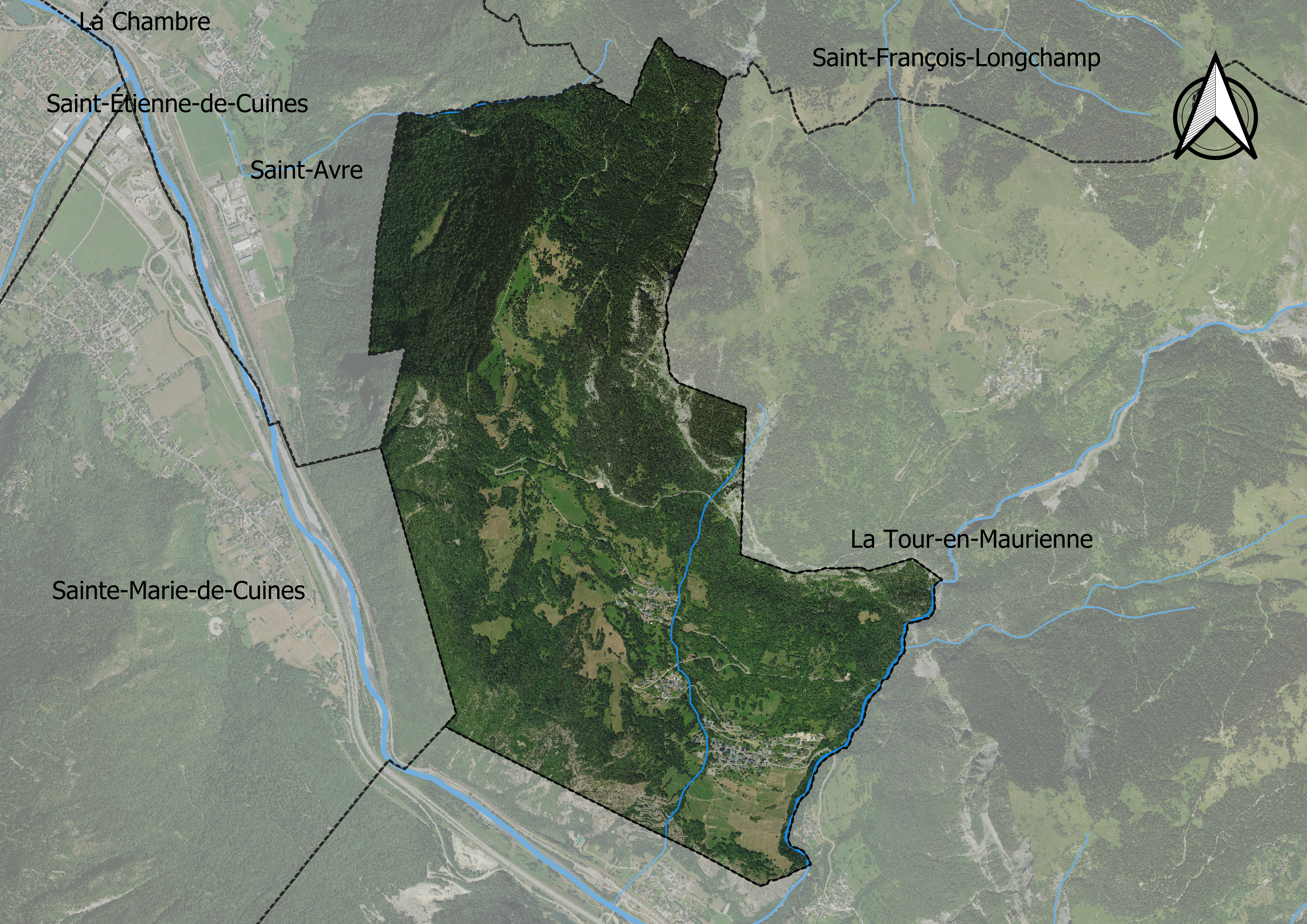
Carte orthophotogrammétrique de la commune.

## Toponymie
En francoprovençal, le nom de la commune s'écrit Monvarneû, selon la graphie de Conflans.

## Politique et administration
| Période                                  | Période      | Identité      | Étiquette | Qualité |
| ---------------------------------------- | ------------ | ------------- | --------- | ------- |
| mars 1977                                | juillet 2020 | Michel Crosaz |           |         |
| 2020                                     | En cours     | Daniel Crosaz |           |         |
| Les données manquantes sont à compléter. |              |               |           |         |

## Population et société

### Démographie
L'évolution du nombre d'habitants est connue à travers les recensements de la population effectués dans la commune depuis 1793. Pour les communes de moins de 10 000 habitants, une enquête de recensement portant sur toute la population est réalisée tous les cinq ans, les populations de référence des années intermédiaires étant quant à elles estimées par interpolation ou extrapolation. Pour la commune, le premier recensement exhaustif entrant dans le cadre du nouveau dispositif a été réalisé en 2008.

En 2022, la commune comptait 237 habitants, en évolution de +4,87 % par rapport à 2016 (Savoie : +3,63 %, France hors Mayotte : +2,11 %).
| 1793 | 1800 | 1806 | 1822 | 1838 | 1848 | 1858 | 1861 | 1866 |
| ---- | ---- | ---- | ---- | ---- | ---- | ---- | ---- | ---- |
| 467  | 494  | 507  | 500  | 507  | 529  | 531  | 528  | 507  |

| 1872 | 1876 | 1881 | 1886 | 1891 | 1896 | 1901 | 1906 | 1911 |
| ---- | ---- | ---- | ---- | ---- | ---- | ---- | ---- | ---- |
| 492  | 536  | 498  | 550  | 546  | 526  | 515  | 522  | 511  |

| 1921 | 1926 | 1931 | 1936 | 1946 | 1954 | 1962 | 1968 | 1975 |
| ---- | ---- | ---- | ---- | ---- | ---- | ---- | ---- | ---- |
| 506  | 400  | 366  | 353  | 286  | 226  | 161  | 126  | 115  |

| 1982 | 1990 | 1999 | 2006 | 2008 | 2013 | 2018 | 2022 | - |
| ---- | ---- | ---- | ---- | ---- | ---- | ---- | ---- | - |
| 104  | 115  | 136  | 196  | 213  | 227  | 233  | 237  | - |

### Sports
La commune est située à proximité de l'espace nordique du Grand Coin. Il comporte plusieurs pistes de ski de fond et de raquettes d'une longueur totale de 40 km et deux stations de départ : au col du Chaussy (Montpascal) et à Bonvillard,.

### manifestations culturelles et festivités
- Foire de printemps le 1er dimanche de mai (fête artisanale).
- Fête du pain le 1er dimanche d'août.

## Culture locale et patrimoine

### Lieux et monuments

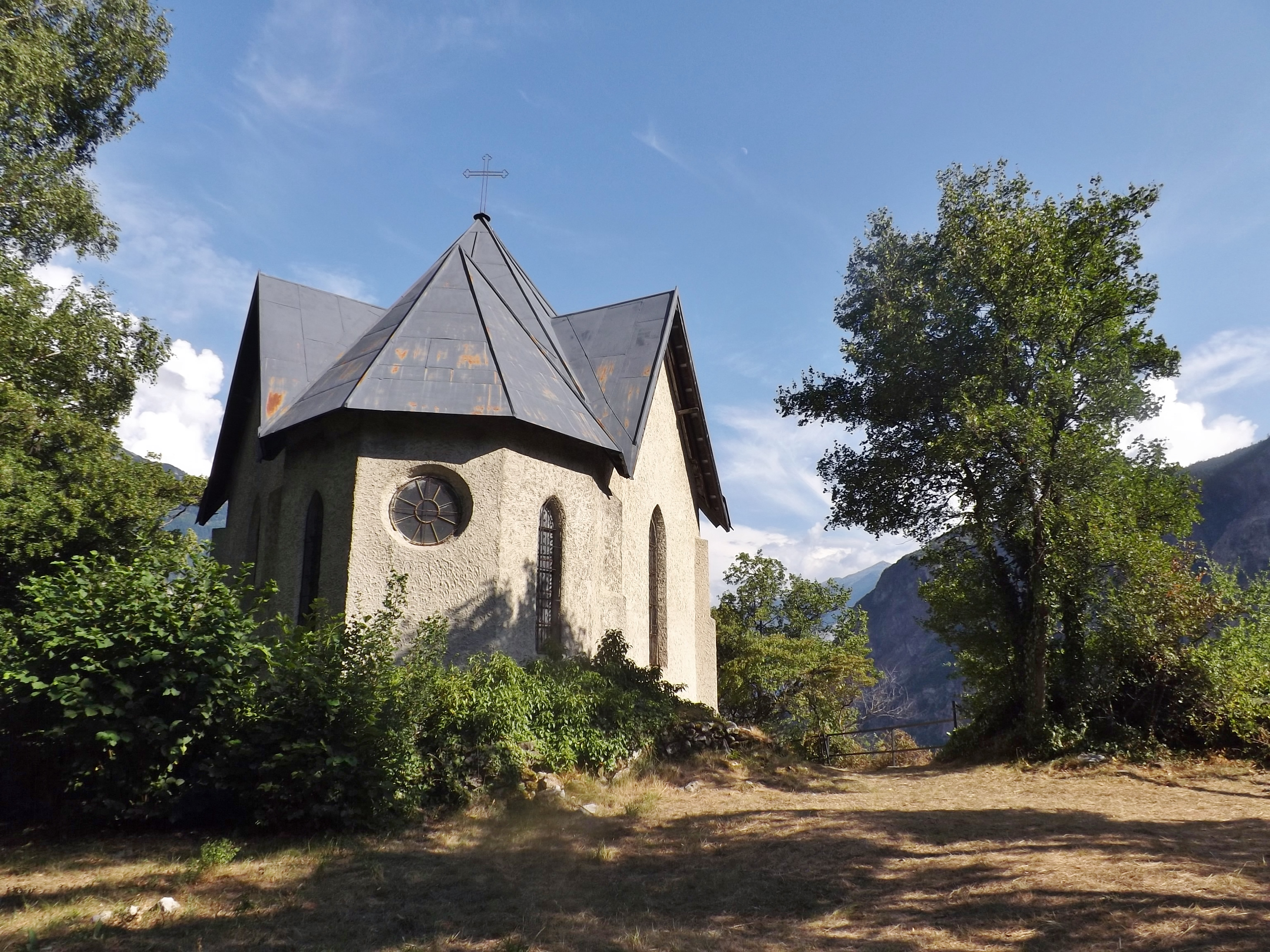
Arrière de la chapelle de la Balme.

- Le village est relié à Pontamafrey par la route départementale 77b qui escalade la falaise qui sépare les deux villages au moyen de 17 virages en lacets : les « lacets de Montvernier ».
- Église Saint-Côme-et-Saint-Damien, de style baroque, qui abrite le Musée des arts sacrés. Les premières mentions de l'église Ecclesia Montis Guarnerii remonte au XIIe siècle[19].
- Chapelle Notre-Dame-de-la-Balme (1683), installée sur l'ancien château du même nom, appartenant à la famille de La Balme
- Chapelle du Noirey.
- Chapelle de Montbrunal.
- Tour du Châtel
- Château du Villaret